# روبي وينتيرز
روبي وينتيرز (بالإنجليزية: Robbie Winters)‏ (4 نوفمبر 1974 في المملكة المتحدة - ) هو لاعب كرة قدم بريطاني في مركز الهجوم. شارك مع منتخب اسكتلندا لكرة القدم. أما مع النوادي، فقد لعب مع دندي يونايتد ونادي أبردين ونادي بران ونادي لوتون تاون ونادي دمبرتون ونادي كلايد ونادي ألوا أثليتيك وEast Kilbride F.C. ‏ وKilbirnie Ladeside F.C. ‏ ونادي ألبيون روفرز وPollok F.C. ‏ وCaledonian Locomotives F.C. ‏ ونادي آير يونايتد وGrindavík (men's football) ‏ ونادي ليفينغستون لكرة القدم ونادي بيترهيد ‏.

## وصلات خارجية
- روبي وينتيرز على موقع قاعدة بيانات كرة القدم.إي يو (الإنجليزية)
- روبي وينتيرز على موقع ناشيونال فوتبول تيمز (الإنجليزية)
- روبي وينتيرز على موقع Soccerbase.com (لاعب) (الإنجليزية)